# Im Bühnchen bei Peffingen
Koordinaten: 49° 54′ 46″ N, 6° 25′ 6″ O
Das Naturschutzgebiet Im Bühnchen bei Peffingen liegt im Eifelkreis Bitburg-Prüm in Rheinland-Pfalz.
Das 8,8 ha große Gebiet, das im Jahr 1987 unter Naturschutz gestellt wurde, erstreckt sich nordöstlich der Ortsgemeinde Peffingen an der am westlichen und nördlichen Rand verlaufenden Kreisstraße K 16. Westlich verläuft die Landesstraße L 7 und fließt die Prüm.
Schutzzweck ist die Erhaltung der nahezu vegetationslosen Keuperscharren und der extensiv genutzten Kalk-Magerrasen mit ihren angrenzenden Gebüsch-Formationen und Streuobstwiesen als Lebensraum zahlreicher wärmeliebender in ihrem Bestand äußerst gefährdeter Tier- und Pflanzenarten (insbesondere aus der Gruppe der Insekten) und deren Lebensgemeinschaften.